# ナショナル・オーディトリアム
ナショナル・オーディトリアム（西: Auditorio Nacional、読み：アウディトリオ・ナシオナル）はメキシコのメキシコシティにある多目的ホール。
1954年の中央アメリカ・カリブ海競技大会の開催を契機に1952年に建設。1968年メキシコシティーオリンピックでは体操競技の会場としても使用された。
また、1993年、2007年のミス・ユニバース世界大会、ディズニー・オン・アイスの会場としても利用されている。